# Phalaenopsis regnieriana
Phalaenopsis regnieriana (возможные русские названия: фаленопсис Ренье, или фаленопсис регниериана) — эпифитное трявянистое растение семейства Орхидные, или Ятрышниковые (Orchidaceae).
Вид не имеет устоявшегося русского названия, в русскоязычных источниках обычно используется научное название Phalaenopsis regnieriana.

## Синонимы
- Doritis regnieriana (Holtht.1965)
- Doritis pulcherrima var. regnieriana
- Phalaenopsis esmeralda var. regnieriana (J.J.Smith 1919)

## История описания
Название получил в честь первооткрывателя, французского орхидеиста М.Ренье. Описан Генрихом Густавом Райхенбахом в 1887 г. В культуре отсутствует, известен только по гербарным образцам. В действительности Phalaenopsis regnieriana полностью соответствует растению, известному под названием Doritis pulcherrima var Supaporn. 

Более подробно с историей описания этого вида можно ознакомиться в Orchid Review N°152 august 1905.

## Биологическое описание
Не крупный моноподиальный литофит.

Очень близок Phalaenopsis pulcherrima, отличается нюансами строения цветка.
Стебель короткий, скрыт основаниями 4-8 листьев.
Корни жесткие, хорошо развитые.

Листья продолговато-эллиптические, на конце заостренные, длиной около 10-15 см, шириной около 3 см.

Цветонос прямостоящий, ветвящийся, 50-60 см длиной, несёт до 25 последовательно открывающихся цветков. 

Цветки без запаха, вариабельны по окраске, розовых оттенков. Диаметр 2-2,5 см. 
 Цветение — с конца лета по середину осени.

## Ареал, экологические особенности
Таиланд. 

Относится к числу охраняемых видов (второе приложение CITES).

## В культуре
В культуре не сложный. 
 Температурная группа — умеренная, теплая. Для нормального цветения обязателен перепад температур день/ночь в 5-8°С.
 Если ночная температура в течение 6 недель находится на уровне 16 °C, растение образует новый цветонос. 
 Освещение — полутень.
Относительная влажность воздуха 50-85 %.

Культивируют в горшках. В качестве субстрата лучше всего подходит смесь хвойной коры средних размеров с торфом. Субстрат должен быть всегда слегка влажным. Переизбыток воды вызывает бактериальные и грибковые заболевания. 

Зимой полив и температуру воздуха слегка уменьшают.

## Болезни и вредители
Растение достаточно стойкое к различного рода вредителям.